# جوان ماينارد
جوان ماينارد (بالإنجليزية: Joan Maynard)‏ هي ناشِطة وفنانة أمريكية، ولدت في 29 أغسطس 1928، وتوفيت في 22 يناير 2006.